# Rhamphophila
Rhamphophila är ett släkte av tvåvingar. Rhamphophila ingår i familjen småharkrankar.
Kladogram enligt Catalogue of Life:
| Rhamphophila | \| \| Rhamphophila lyrifera \| \| \| \| \| \| Rhamphophila sinistra \| \| \| \| |
|              | \| \| Rhamphophila lyrifera \| \| \| \| \| \| Rhamphophila sinistra \| \| \| \| |
|              | Rhamphophila lyrifera                                                           |
|              |                                                                                 |
|              | Rhamphophila sinistra                                                           |
|              |                                                                                 |